# العلاقات السودانية الكورية الشمالية
العلاقات السودانية الكورية الشمالية هي العلاقات الثنائية التي تجمع بين السودان وكوريا الشمالية.

## مقارنة بين البلدين
هذه مقارنة عامة ومرجعية للدولتين:
| وجه المقارنة                                              | السودان                     | كوريا الشمالية                        |
| --------------------------------------------------------- | --------------------------- | ------------------------------------- |
| المساحة (كم2)                                             | 1.89 مليون                  | 120.54 ألف                            |
| عدد السكان (نسمة)                                         | 40.53 مليون                 | 25.49 مليون                           |
| الكثافة السكانية (ن./كم²)                                 | 21.44                       | 211.47                                |
| العاصمة                                                   | الخرطوم                     | بيونغيانغ                             |
| اللغة الرسمية                                             | اللغة العربية، لغة إنجليزية | لغة كوريا الشمالية القياسية ‏          |
| العملة                                                    | جنيه سوداني                 | وون كوري شمالي                        |
| الناتج المحلي الإجمالي (بليون دولار)                      | 117.49 مليار                |                                       |
| الناتج المحلي الإجمالي (تعادل القوة الشرائية) بليون دولار | 176.55 مليار                |                                       |
| الناتج المحلي الإجمالي الاسمي للفرد دولار أمريكي          | 2.41 ألف                    |                                       |
| الناتج المحلي الإجمالي للفرد دولار أمريكي                 | 4.07 ألف                    |                                       |
| مؤشر التنمية البشرية                                      | 0.479                       |                                       |
| رمز المكالمات الدولي                                      | +249                        | +850                                  |
| رمز الإنترنت                                              | سودان                       | .kp                                   |
| المنطقة الزمنية                                           | ت ع م+03:00، ت ع م+02:00    | ت ع م+08:30، ت ع م+08:30، ت ع م+09:00 |

## منظمات دولية مشتركة
يشترك البلدان في عضوية مجموعة من المنظمات الدولية، منها:
| علم المنظمة | اسم المنظمة              | تاريخ انضمام السودان | تاريخ انضمام كوريا الشمالية |
| ----------- | ------------------------ | -------------------- | --------------------------- |
|             | الاتحاد الدولي للاتصالات | 23 أكتوبر 1957       | ?                           |
|             | يونسكو                   | 26 نوفمبر 1956       | 18 أكتوبر 1974              |
|             | الاتحاد البريدي العالمي  | ?                    | ?                           |
|             | الأمم المتحدة            | 12 نوفمبر 1956       | 17 سبتمبر 1991              |

## وصلات خارجية
- موقع وزارة الخارجية السودانية
- موقع وزارة الخارجية الكورية الشمالية